# Dolicheremaeus granulatus
Dolicheremaeus granulatus är en kvalsterart som beskrevs av Hammer 1981. Dolicheremaeus granulatus ingår i släktet Dolicheremaeus och familjen Tetracondylidae. Inga underarter finns listade i Catalogue of Life.